# Gmach Zarządu Gminy Wyznaniowej Żydowskiej w Krakowie
Gmach Zarządu Gminy Wyznaniowej Żydowskiej – zabytkowa kamienica znajdująca się w Krakowie, w dzielnicy I na rogu ulic Skawińskiej 2 i Krakowskiej 41, na Kazimierzu.
Budynek został wzniesiony w latach 1909-1911, według projektu Henryka Lamensdorfa dla zarządu Gminy Wyznaniowej Żydowskiej w Krakowie. Na pierwszym piętrze budynku znajdowały się biura zarządu, a na drugim – reprezentacyjna sala posiedzeń oraz archiwum, w którym gromadzono również cenne starodruki i manuskrypty. Na parterze mieściła się biblioteka judaistyczna Ezra, założona w 1899 roku. W jednym z pomieszczeń mieściła się również mała synagoga.
W 1993 w budynku wykonywano zdjęcia do filmu Lista Schindlera Stevena Spielberga.
Obecnie (2024) siedziba Zarządu Gminy znajduje się przy Synagodze Kupa na ul. Miodowej 27 a pomieszczenia budynku są wynajmowane, ma w nim siedzibę Teatr Nowy.

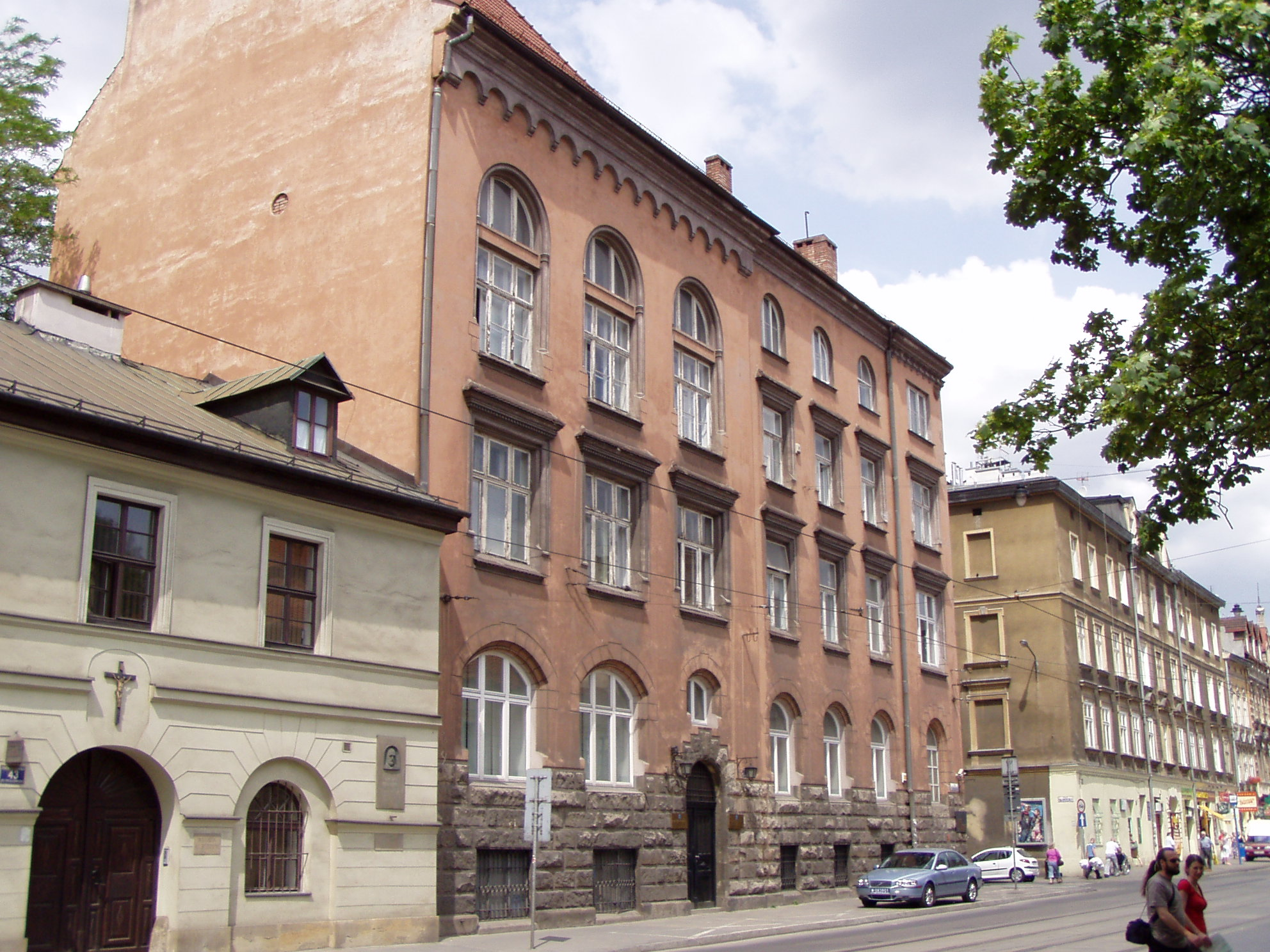
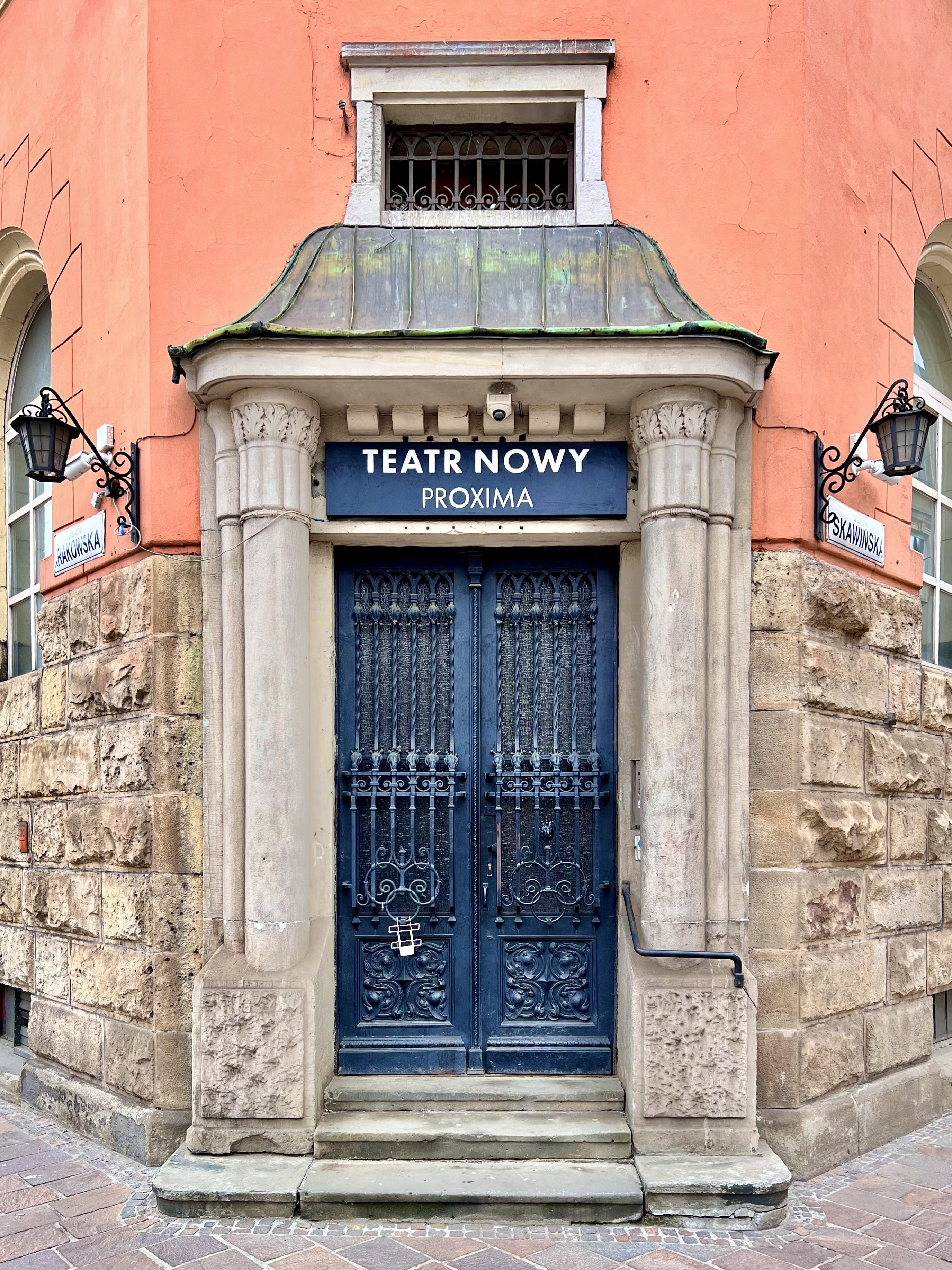
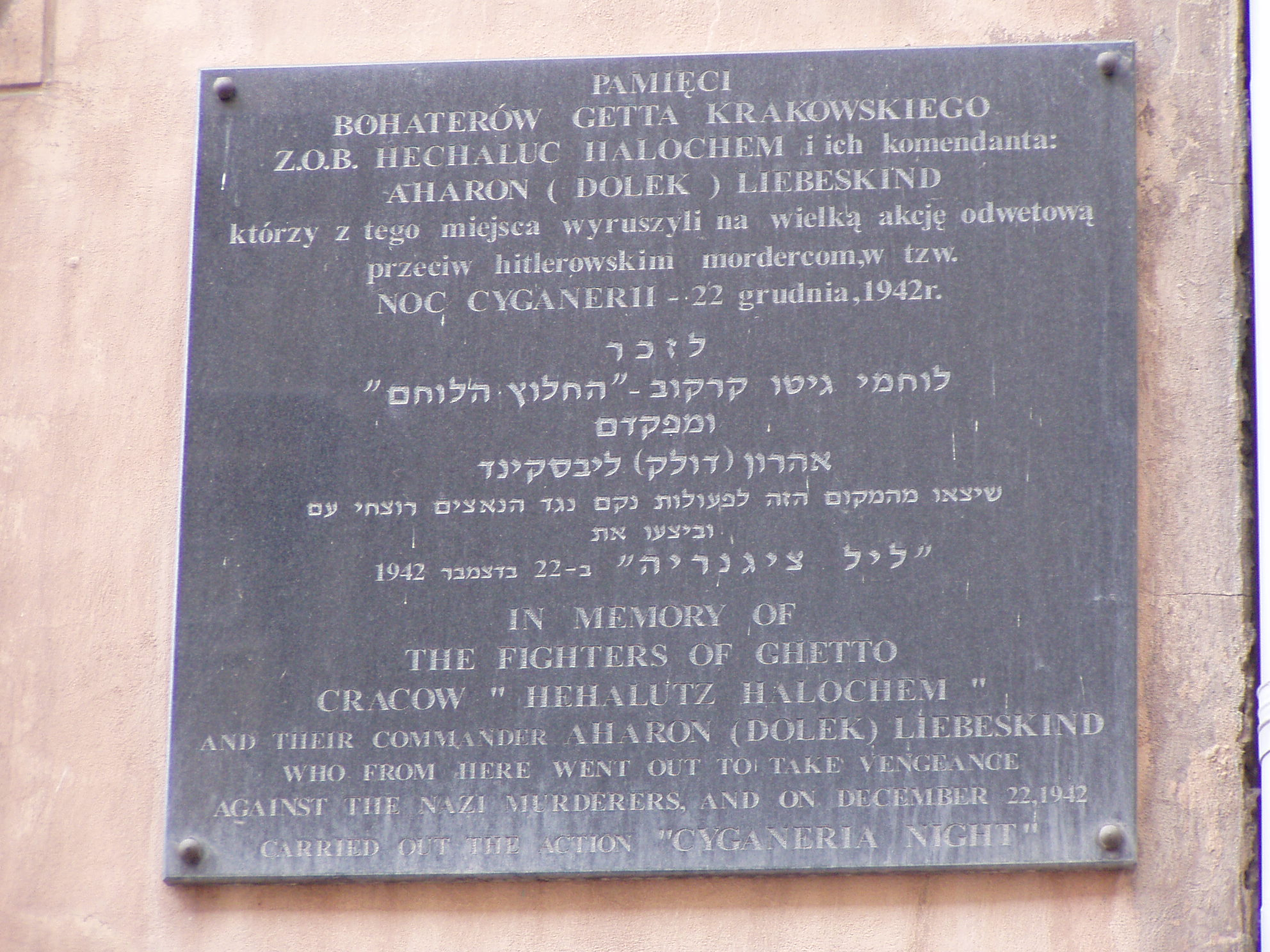